# Les Terres du bout du monde
 (décembre 2010).
Si vous disposez d'ouvrages ou d'articles de référence ou si vous connaissez des sites web de qualité traitant du thème abordé ici, merci de compléter l'article en donnant les références utiles à sa vérifiabilité et en les liant à la section « Notes et références ».
Les Terres du bout du monde (Terras do sem fim) est un roman brésilien de Jorge Amado paru en 1943.
En France, la traduction du roman, signée Isabel Meyrelles, est publiée en 1985.

## Résumé
João part pour Ilhéus. Certains comme Juca ou Horácio y défrichent pour planter des cacaoyers. Juca travaille avec son frère Sr (ce sont les Badaro) et ils disputent la forêt de Sequeiro Grande avec Horácio pour la défricher. Ils paient João pour arpenter la forêt. Des gens de tout le Brésil viennent à Ilhéus pour l'argent et le vécu de certains de ces protagonistes nous est transmis tout au long de l'œuvre. Une guerre éclate pour la possession de la forêt. Les Badaro sont vaincus. Les cacaoyers plantés à la place de la forêt sont hyperproductifs.